# Гаррахов
Га́ррахов (чеш. Harrachov) — небольшой город в Исполиновых горах, в районе Яблонец-над-Нисоу, Либерецкого края Чехии, известный прежде всего как горнолыжный курорт. Гаррахов включает в себя 4 района: Рижовиште, Янов, Нови-Свет и Митини.

## Наименование и расположение
Первое письменное упоминание о заселении этих мест датируется XVII веком, когда здесь появилась деревня под названием Дёрфль (нем. Dörfl). В начале XVIII века деревня получила название Гаррахсдорф (нем. Harrachsdorf) в честь владельца этих земель графа из знатного рода Гаррахов. Разросшееся поселение позднее было переименовано в Гаррахов.
Современный город расположен в северной части Чехии вблизи польской границы в долине речки Мумлава (чеш. Mumlava), притока реки Йизера. На Мумлаве поблизости от города есть небольшой водопад с каменистыми уступами.

## История
Появление жителей в этих местах было связано с горными разработками. Только в 1992 году в Гаррахове была окончательно закрыта добыча флюорита, барита, галенита. Начало кустарного стеклодувного промысла прослеживается здесь с XIV века. Первый стекольный завод, построенный в 1712 году, является одним из старейших в Чехии. Несмотря на пожары и разрушения (в 1827, 1862 и 1946 гг.), завод каждый раз восстанавливали, и он работает по сей день, сохраняя традиции художественной обработки богемского стекла. Главной достопримечательностью завода является уникальная гранильная мастерская с вековой историей.
Зимние виды спорта в Гаррахове начали культивировать на рубеже XIX — XX веков по инициативе графа Яна Гарраха. Он одним из первых привёз лыжи на Исполиновы горы для своих лесорубов.
Первый лыжный трамплин был построен здесь в 1920 году. После 1980 года при модернизации города и превращении его в горнолыжный курорт трамплины были переоборудованы с учётом мировых стандартов.

## Достопримечательности
Из стекла местного производства изготовлены алтарь и люстра (1822—1828 гг.) для костёла св. Вацлава, а также колокол (1915 года) для капеллы св. Елизаветы.
С историей стекольного дела в Гаррахове знакомит Музей стекла, созданный в реконструированном здании бывшего хозяина завода. Посетители имеют возможность совершить экскурсию в производственные цеха, где практикуются традиционные способы работы стеклодувов, шлифовальщиков и т. д..
Кроме Музея стекла, в том же здании есть Музей лыж  с экспозицией, посвящённой развитию лыжного спорта в Гаррахове. На территории музея есть своя пивоварня.

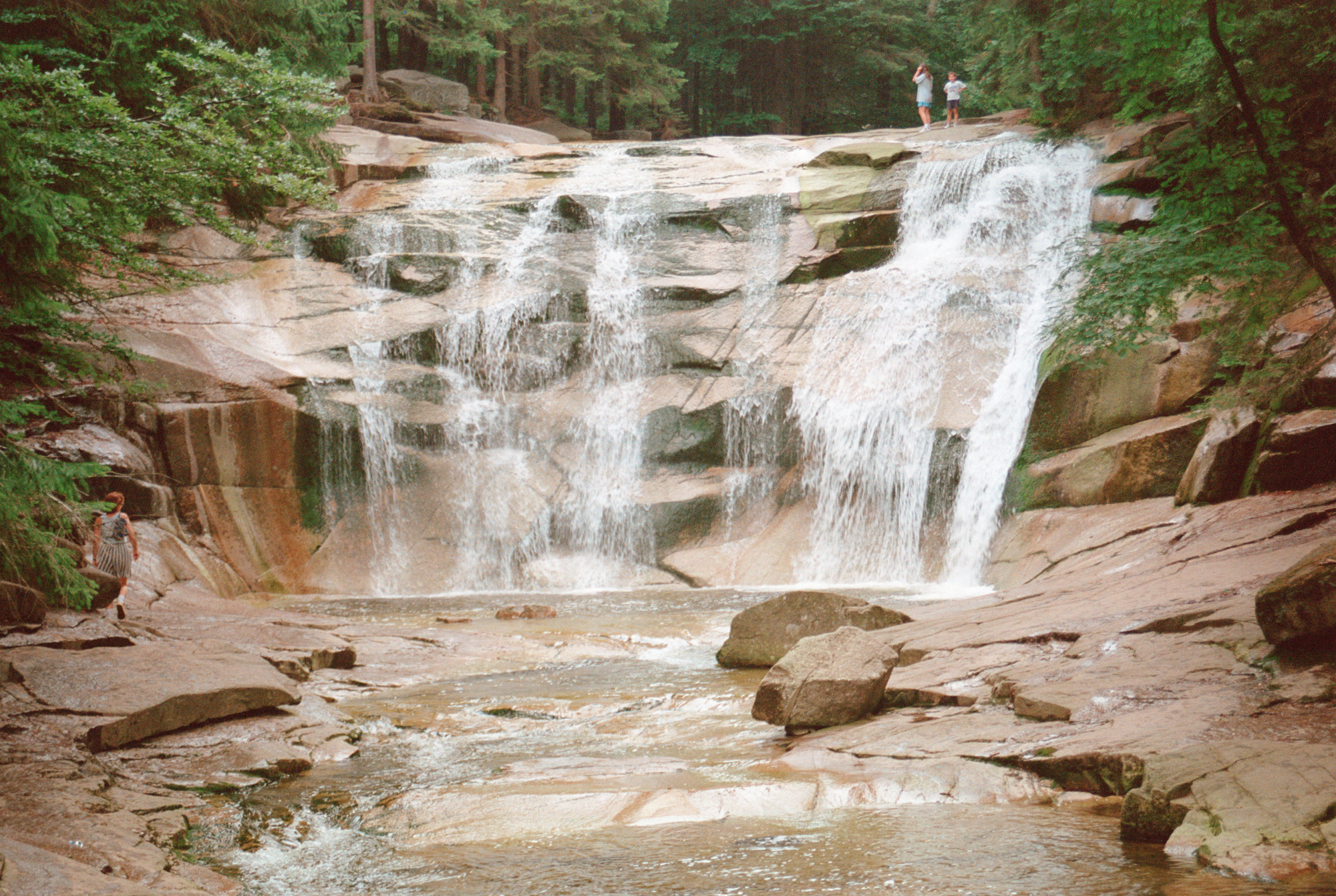
Водопад на речке Мумлава
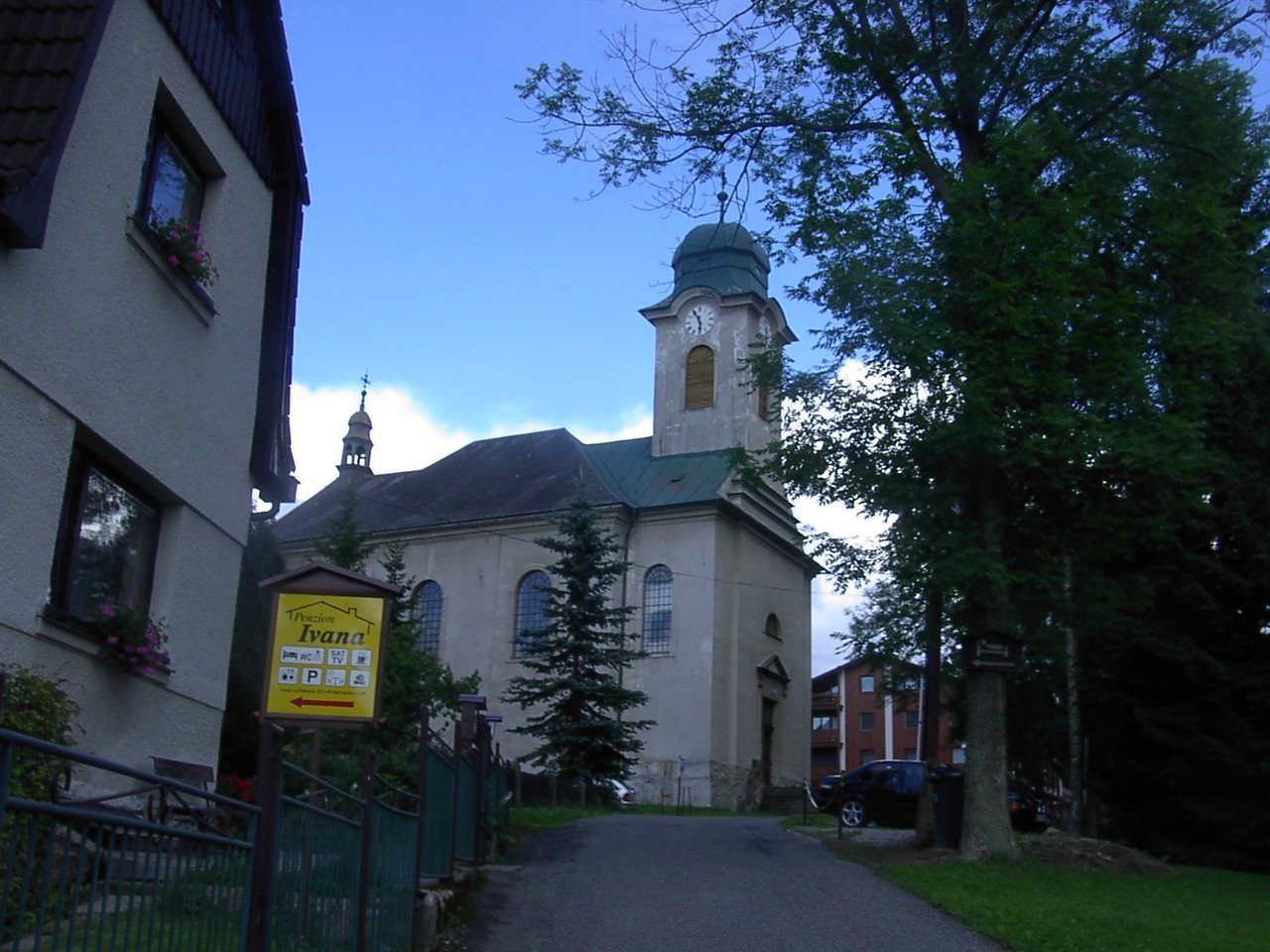
Костёл святого Вацлава
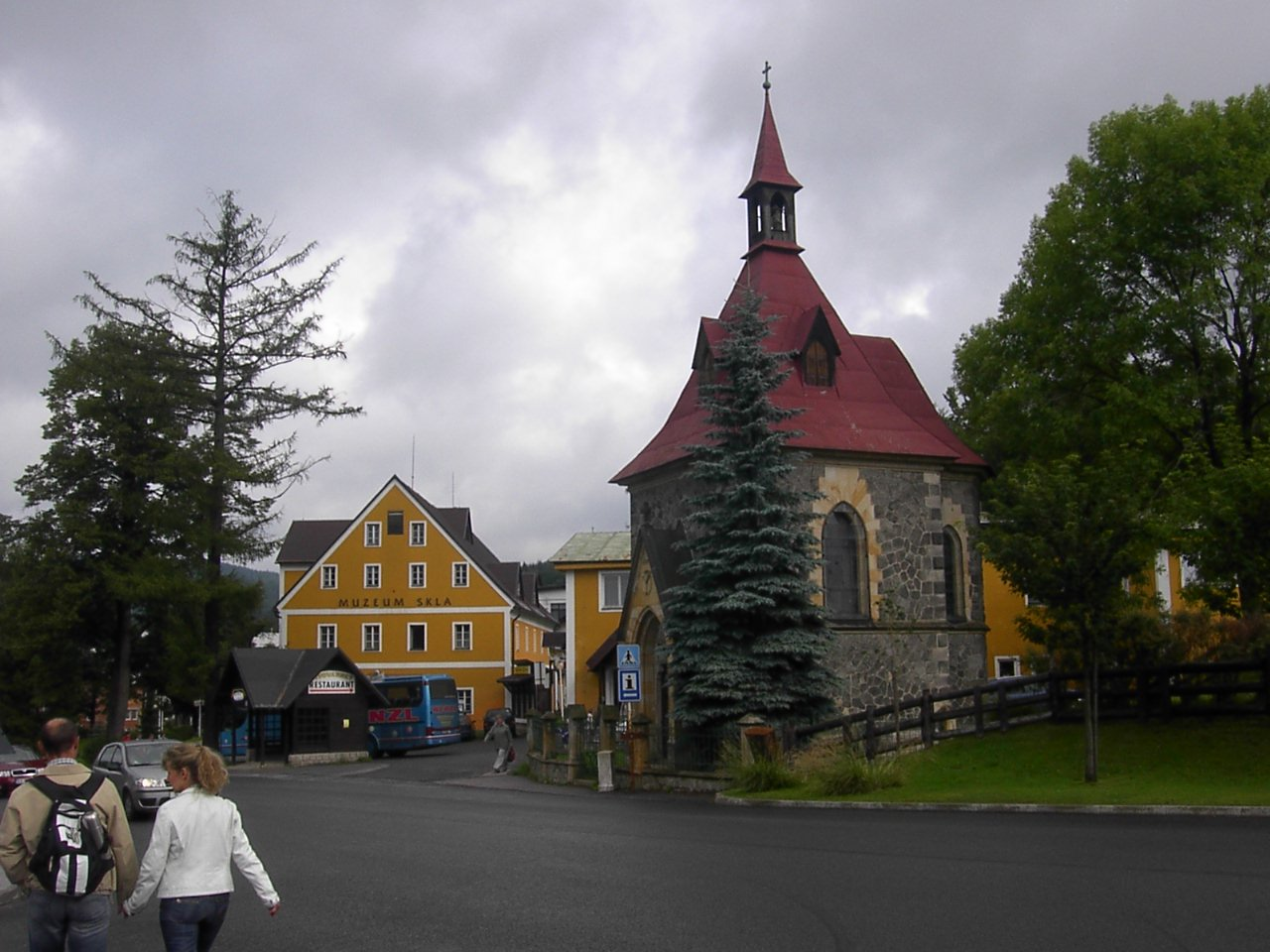
Капелла св. Елизаветы и Музей стекла
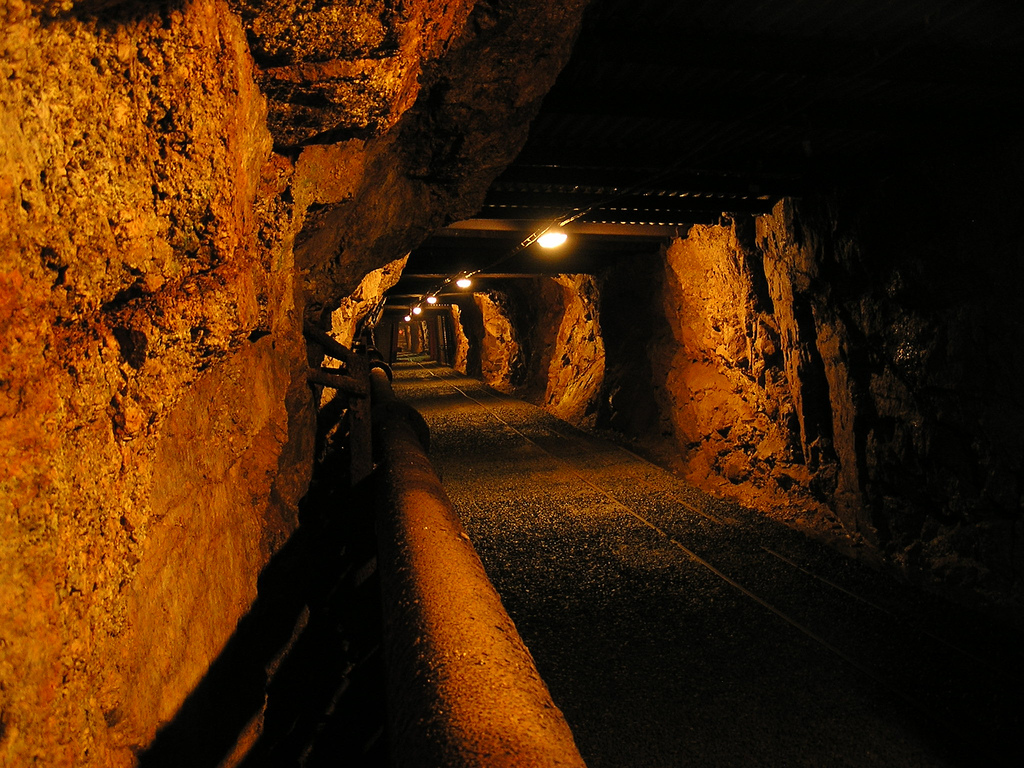
Штрек шахты в Музее горного дела
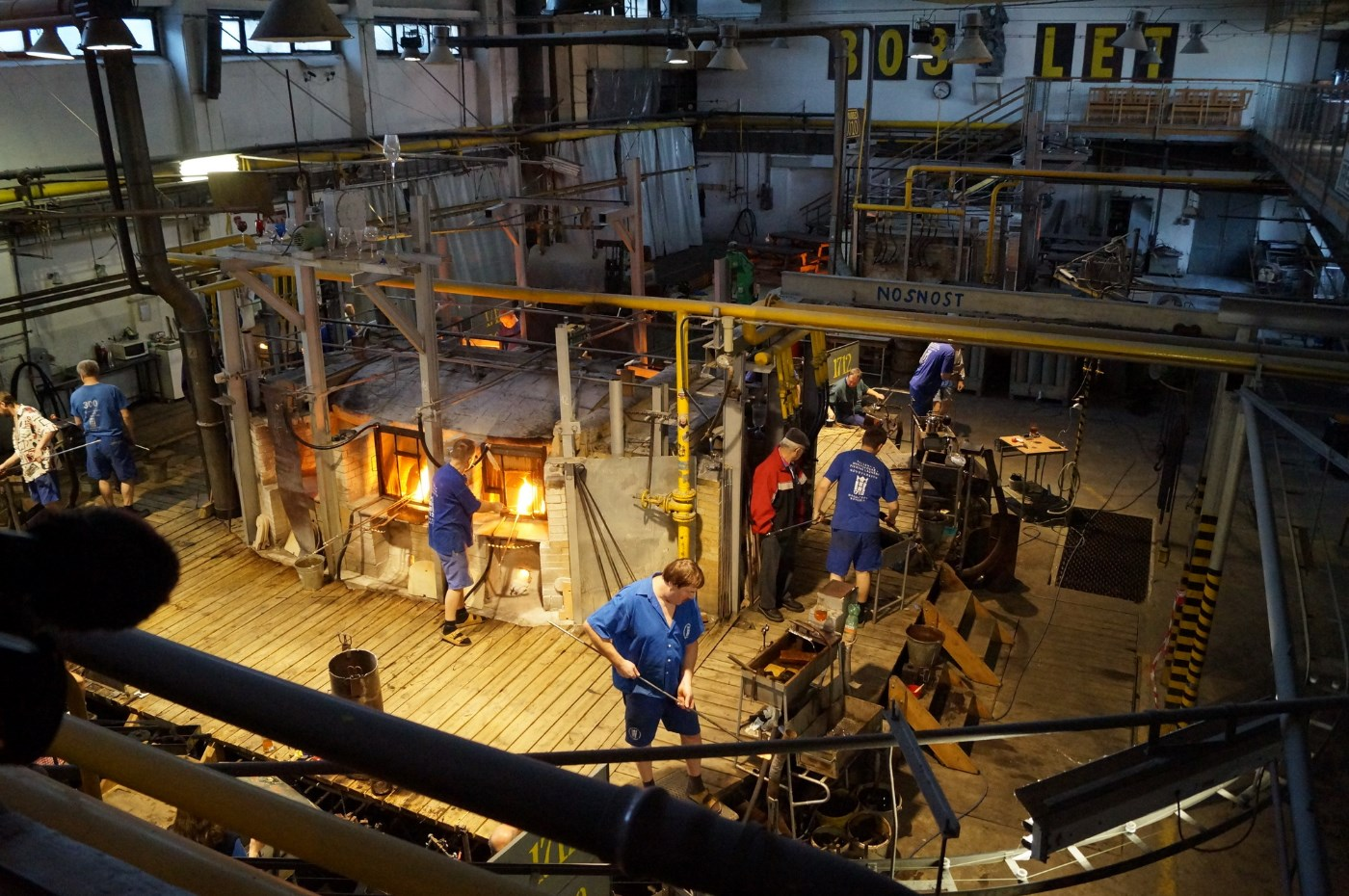
Стеклодувный цех в Гаррахове

## Современный курорт
Как и в других курортных городах на территории Исполиновых гор, в Гаррахове много возможностей для любителей зимних видов спорта. На Чёртовой горе (чеш. Čertová Hora) установлены два больших трамплина, в том числе для полётов на лыжах. Здесь проводятся соревнования летающих лыжников в рамках Кубка мира
В общей сложности в городе восемь трамплинов, некоторые из них с искусственными покрытиями, что позволяет практически весь год проводить тренировки и учебные курсы.

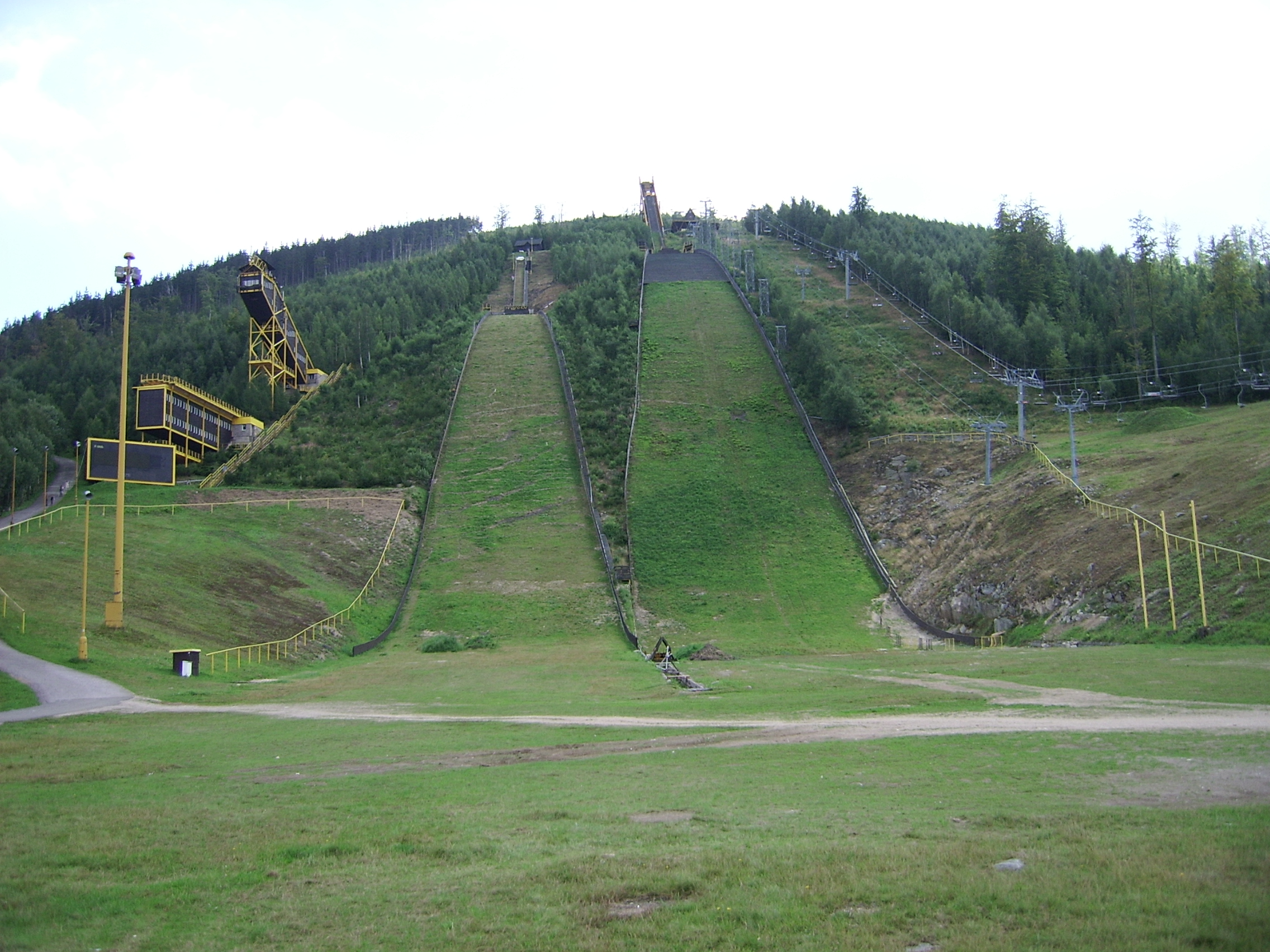
Трамплины в летнее время
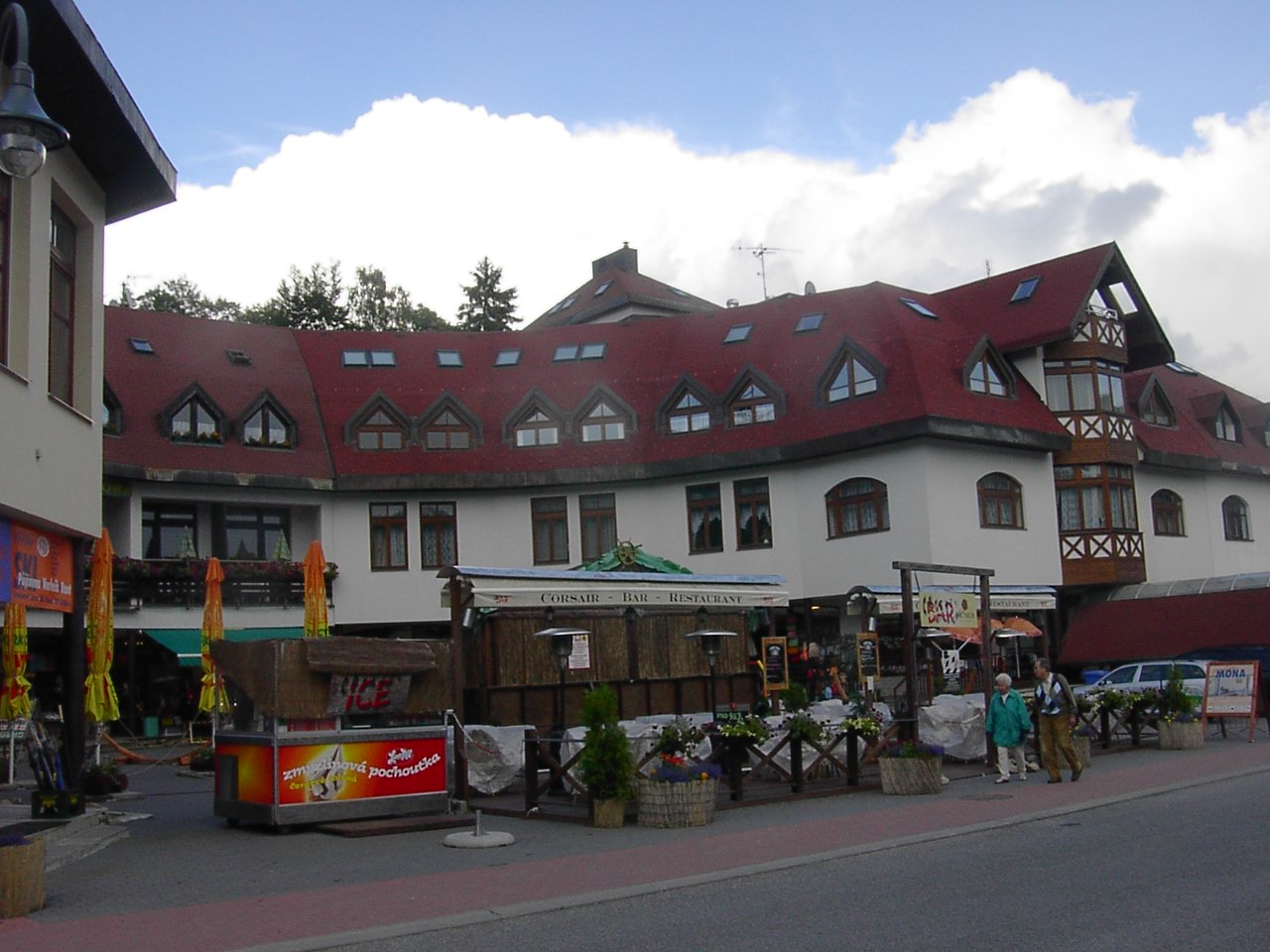
Новое строение в центре города
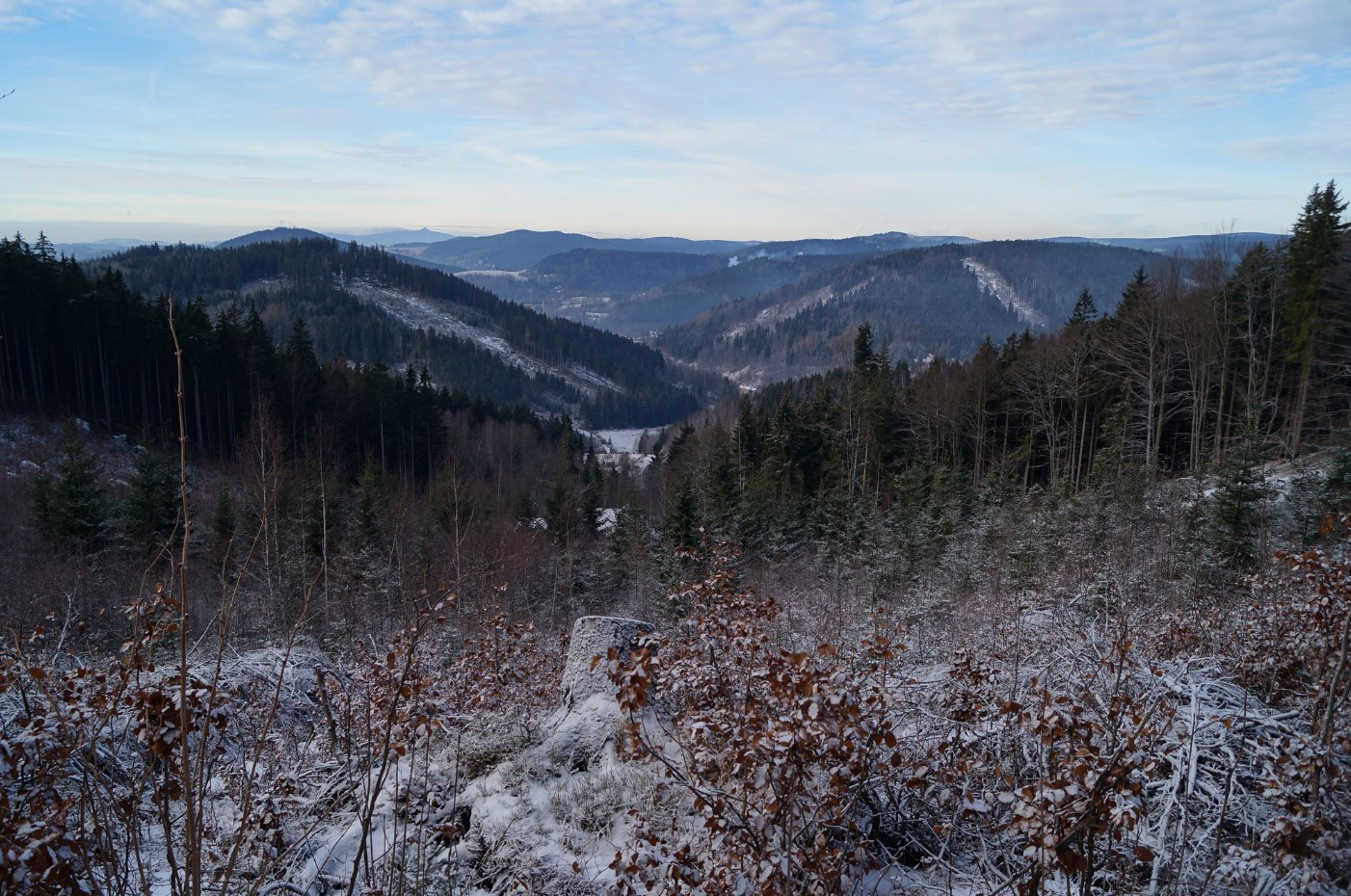
Исполиновы горы в окрестностях Гаррахова

## Транспорт

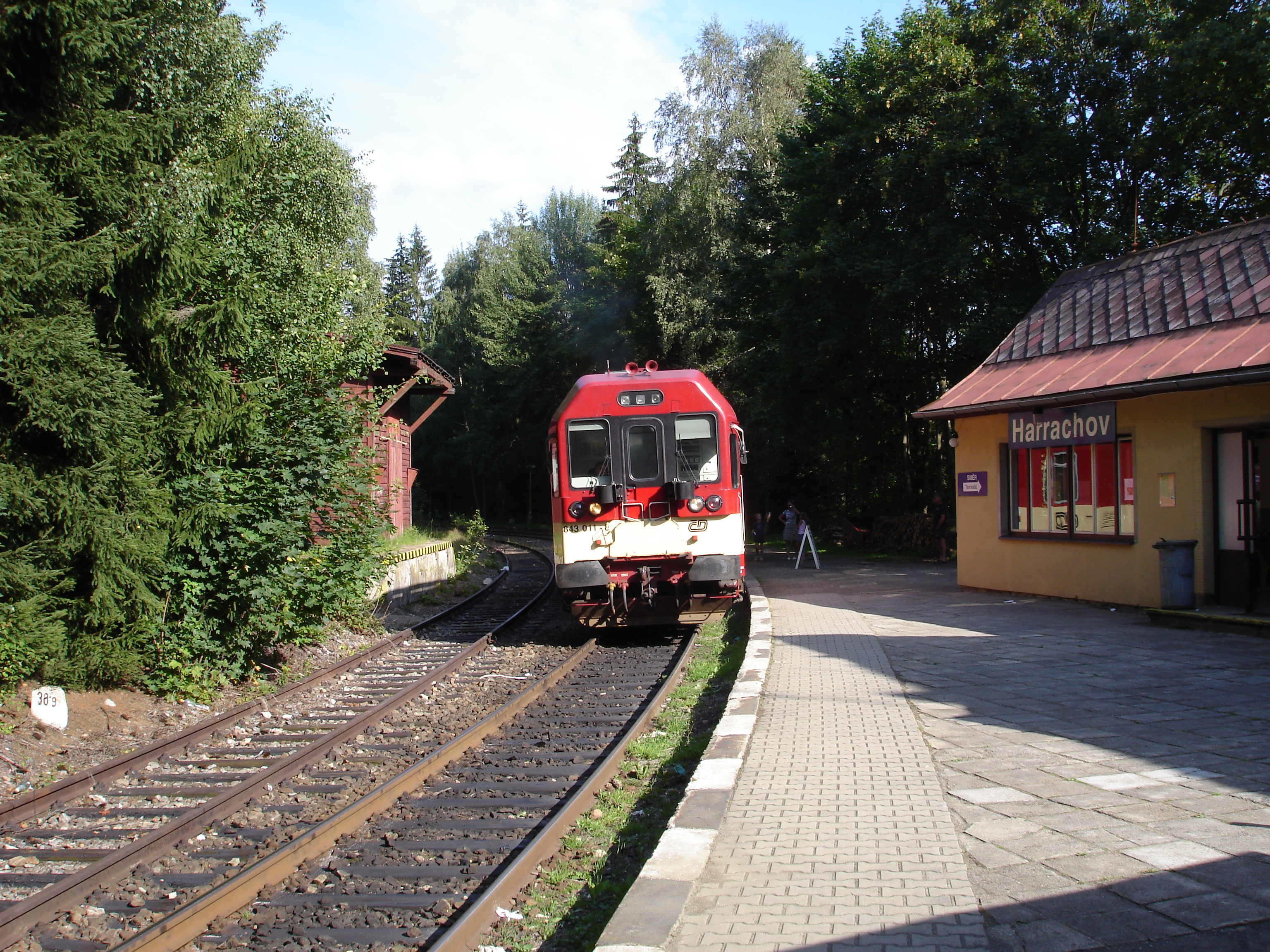
Железнодорожная станция

Помимо автобусных маршрутов между близлежащими населёнными пунктами, в Гаррахове есть станция «Harrachov» на железнодорожной линии (нем. Bahnstrecke Jelenia Góra–Kořenov), связывающей чешский город Коженов с польским городом Еленя-Гура.

## Население
| Год  | Численность | Численность |
| ---- | ----------- | ----------- |
| 1869 | 1788        | [ 13 ]      |
| 1880 | 1945        | [ 13 ]      |
| 1890 | 1750        | [ 13 ]      |
| 1900 | 1762        | [ 13 ]      |
| 1910 | 1656        | [ 13 ]      |
| 1921 | 1410        | [ 13 ]      |
| 1930 | 1731        | [ 13 ]      |
| 1950 | 2013        | [ 13 ]      |
| 1961 | 1282        | [ 13 ]      |
| 1970 | 1249        | [ 13 ]      |
| 1980 | 1428        | [ 13 ]      |
| 1991 | 1667        | [ 13 ]      |
| 2001 | 1757        | [ 13 ]      |
| 2014 | 1524        | [ 14 ]      |
| 2016 | 1470        | [ 15 ]      |
| 2017 | 1456        | [ 16 ]      |
| 2018 | 1421        | [ 17 ]      |
| 2019 | 1421        | [ 18 ]      |
| 2020 | 1396        | [ 19 ]      |
| 2021 | 1335        | [ 20 ]      |
| 2022 | 1301        | [ 21 ]      |
| 2023 | 1406        | [ 22 ]      |
| 2024 | 1386        | [ 23 ]      |
| 2025 | 1388        | [ 3 ]       |

## Города-побратимы
У Гаррахов установлены побратимские отношения со следующими населёнными пунктами:
- Френштат-под-Радгоштем, Чехия[24].